# Huracán Charlie (1951)
El Huracán Charlie fue el ciclón tropical más mortífero de la temporada de huracanes del Atlántico de 1951. Fue la tercera tormenta en recibir nombre, segundo huracán y segundo huracán mayor en la escala de huracanes de Saffir-Simpson de la temporada, se desarrolló desde una onda tropical al este de las Antillas Menores. Se movió bruscamente hacia el oeste-noroeste, pasando entre las islas de Dominica y Guadalupe. Tomó fuerza de huracán en el este del mar Caribe, y golpeó a Jamaica con vientos cercanos a un huracán de categoría 3. Tomó fuerza llegando a una intensidad máxima de 215 km/h antes de tocar tierra en Quintana Roo. Se debilitó sobre tierra, y retomó fuerza sobre el golfo de México antes de tocar tierra nuevamente cerca de Tampico.

## Historia meteorológica

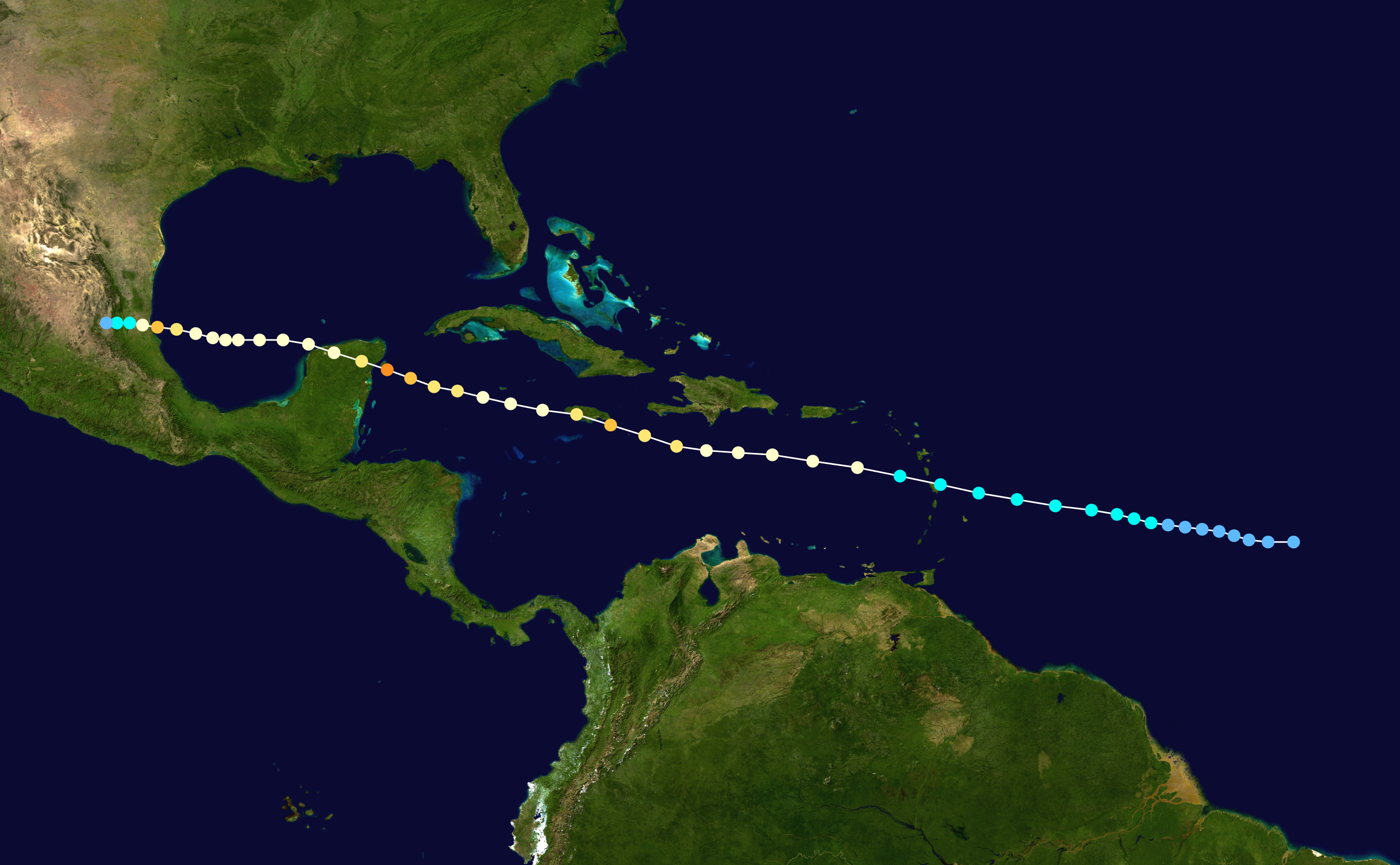
Trayectoria del Huracán Charlie (1951), perteneciente a la temporada de huracanes del Atlántico de 1951, siguiendo los colores de la escala de huracanes de Saffir-Simpson.